# ارکلس (دژ)
ارکلس (انگلیسی: Erchless Castle) دژی در اسکاتلند است.